# Последователи караимизма
В мире насчитывается более 30 000 последователей караимизма, основная страна их проживания — Израиль. Также караимизм исповедуют на территории Турции, Украины, США, России, Литвы, Польши. До середины XX века караимские общины существовали также на территории Ирана, Ирака, Сирии и Египта.
Большая часть исповедующих караимизм относит себя к еврейскому народу, в то время как большинство караимов, проживающих в Польше, Литве, России и Украине, в настоящее время относит себя к караимскому народу, исповедующему самостоятельную религию, не являющуюся частью иудаизма, а также другие религии. Ю. А. Полканов и В. З. Тирияки определяют караимизм как самостоятельную синкретическую религию, основу которого составляет Танах (Ветхий Завет). Большую роль в формировании этнической идентичности караимов Восточной Европы сыграла доктрина деиудаизации караимизма С. М. Шапшала.

## Вклад караимов в еврейскую культуру
Караимы сыграли важнейшую роль в развитии Масоры и огласовки еврейского письма (Некудот).
Значительное участие караимов в Алие, начиная с древних времён, служило примером и стимулом для евреев-раввинистов.
Караим Моше Марзук стоял во главе сионистского подполья в Египте в 1950 годы (см. Операция «Сусанна»).

## Израиль
Караимские общины существуют на территории современного Израиля с IX века. В современном Израиле караимы рассматриваются как религиозное течение внутри единого еврейского народа. Большинство караимов прибыло в Израиль из Египта, а также Ирака и Турции. В 90-х годах XX века, в Израиль прибыло несколько сот караимов и лиц смешанного происхождения из стран СНГ. В их числе — Авраам Кефели (Алексей Головачёв) — газзан Ашдодской караимской общины, секретарь Духовного Правления караимов Израиля.
Караимская община официально не была признана государством до постановления Верховного суда Израиля, принятого в 1995 году, уравнявшего караимский религиозный суд в правах с религиозными судами других общин. Крупнейшие общины расположены в Рамле, Ашдоде, Беер-Шеве, Офакиме, Араде, Бат-Яме, Иерусалиме и мошавах Мацлиах, Бейт-Эзра и Ранен. Численность караимов в Израиле составляет около 15 тысяч человек.
На караимов распространяется так называемый «Закон о возвращении», закрепляющий за всеми евреями мира и их потомками, а также членами их семей право на репатриацию в государство Израиль и предоставление израильского гражданства. В Израиле караимы считаются частью еврейского народа (так как евреями признаются люди, исповедующие иудаизм, независимо раввинистического или караимского толка и независимо от языка общения), а ортодоксальные евреи («раввинисты») говорят о караимах как о заблуждающихся евреях. Поэтому, согласно этому закону, лица караимского происхождения (включая внуков караимов) имеют право на репатриацию и получение израильского гражданства наравне с евреями-раввинистами.

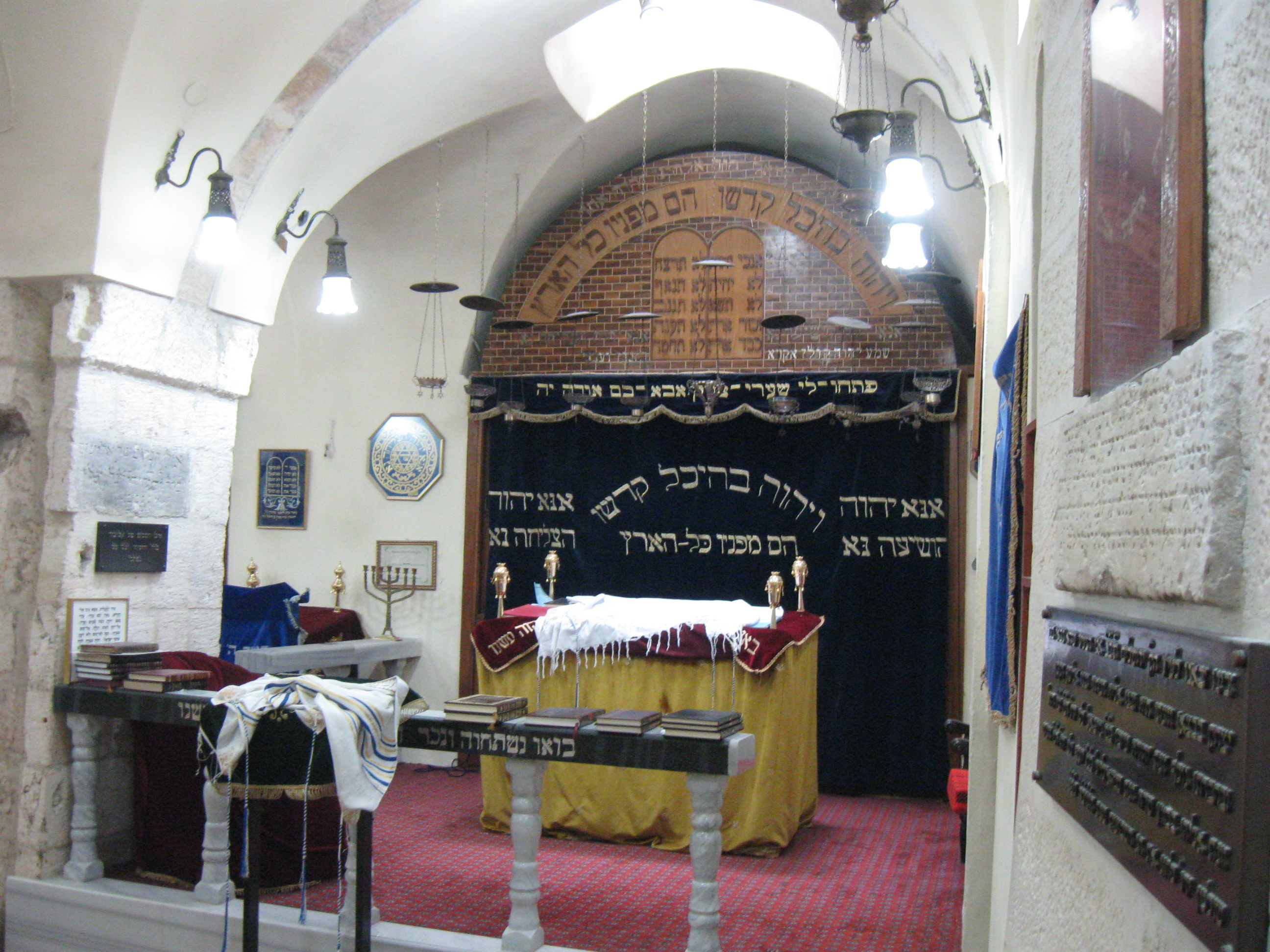
Караимская синагога в Иерусалиме

Браки, заключённые по принятым у караимов традициям, с точки зрения раввинистской Галахи рассматриваются как законные, однако разводы, совершённые по этим традициям, не признаются раввинистами. Поэтому в прошлом некоторые галахические авторитеты, начиная с Маймонида, запрещали браки между караимами и раввинистами: так как ребёнок, рождённый не от мужа замужней (не разведённой) женщиной — мамзер (то есть незаконорождённый). Однако в XVI веке крупнейший авторитет своего времени раввин Радваз высказал точку зрения о том, что свадьбы караимов с точки зрения Галахи недействительны, а, значит, в их среде нет и незаконнорождённых. Несмотря на эти противоречия, Главный Раввинат Израиля принял точку зрения известного современного галахического авторитета Овадьи Йосефа, разрешившего браки раввинистов с караимами, согласными с предписаниями Галахи. Караимы и раввинисты, как и другие граждане Израиля, могут заключать гражданские браки за границей или в посольствах других стран на территории Израиля, эти браки имеют полное гражданское равноправие с религиозными браками.
Караимы несут обязательную воинскую повинность наравне с евреями-раввинистами.

## Египет

Каирские караимы. Фото конца XIX − нач. XX в.

До середины XX века существовала караимская община в Египте. В Александрии и Каире действовали караимские синагоги. Главным хахамом в общине караимов Каира был Авраам Коген, а в 1934—1956 гг. Товия Симович Леви-Бабович, приглашённый египетскими караимами на эту должность после закрытия кенасс в СССР. Создание государства Израиль привело к массовой эмиграции караимов из Египта. После смерти последнего хахама караимская община Египта прекратила своё существование.

## Турция
Стамбул был одним из основных центров караимизма в средние века. В XIV веке в Стамбуле было 7 караимских синагог. Известные гахамы в караимской общине Турции:
- Самуил Беги, 1642 г.
- Симха бен Соломон, 1772 г.
- Исаак Коген, 1839 г.

В результате процессов миграции и депопуляции караимская община Стамбула уменьшилась с 3000 членов в XIX веке до менее 100 человек в начале XXI века. В Стамбуле действует старинная караимская синагога, имеется кладбище и благотворительное общество. Члены общины — в основном люди преклонного возраста.

## США
В США проживает предположительно несколько тысяч караимов; караимская община представлена в основном выходцами из стран Ближнего Востока. В Дейли-Сити вблизи Сан-Франциско, действует караимская синагога.

## Караимы Восточной Европы
На протяжении значительной части своей истории караимы Восточной Европы, подобно их единоверцам в других странах, не отделяли себя от иудейской культурной сферы.
В Российской империи на караимов не распространялись большинство дискриминационных законов, что привело к усилению антагонизма между караимами и иудеями-раввинистами.
В 1837 году было создано Таврическое и Одесское караимское духовное правление. В 1936 году польский Сейм утвердил устав о «Караимском религиозном объединении». По уставу караимские священники считались государственными служащими и получали ежемесячный оклад.
В 1941 году, во время выяснения нацистами вопроса, являются ли караимы евреями, ряд православных и католических иерархов высказывали точку зрения, что караимизм является отдельной религией

.

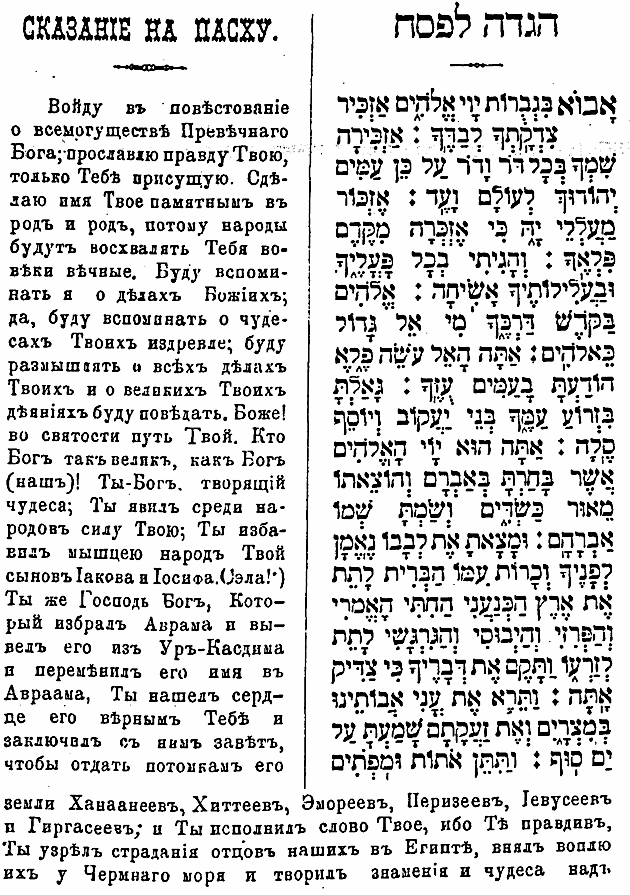
Сказание на Пасху по караимскому обычаю на древнееврейском и русском языках. Одесса 1901.

В настоящее время последователи караимизма в Польше, Литве, Украине, России считают караимизм отдельной религией, что отражено в официальном признании этой религии как самостоятельной законами Литвы и Украины. Аналогичной позиции придерживается Президент Украинской ассоциации религиоведов А. Н. Колодный, а также помощник главного раввина Киева и Украины, адвокат Геннадий Белорицкий. При этом Православная энциклопедия, издаваемая церковно-научным центром Русской православной церкви и Энциклопедия истории Украины, описывают караизм как еврейскую секту.
Первоначально богослужение проводилось на древнееврейском, с 30-х годов XX века — на караимском и русском языках.

### Украина

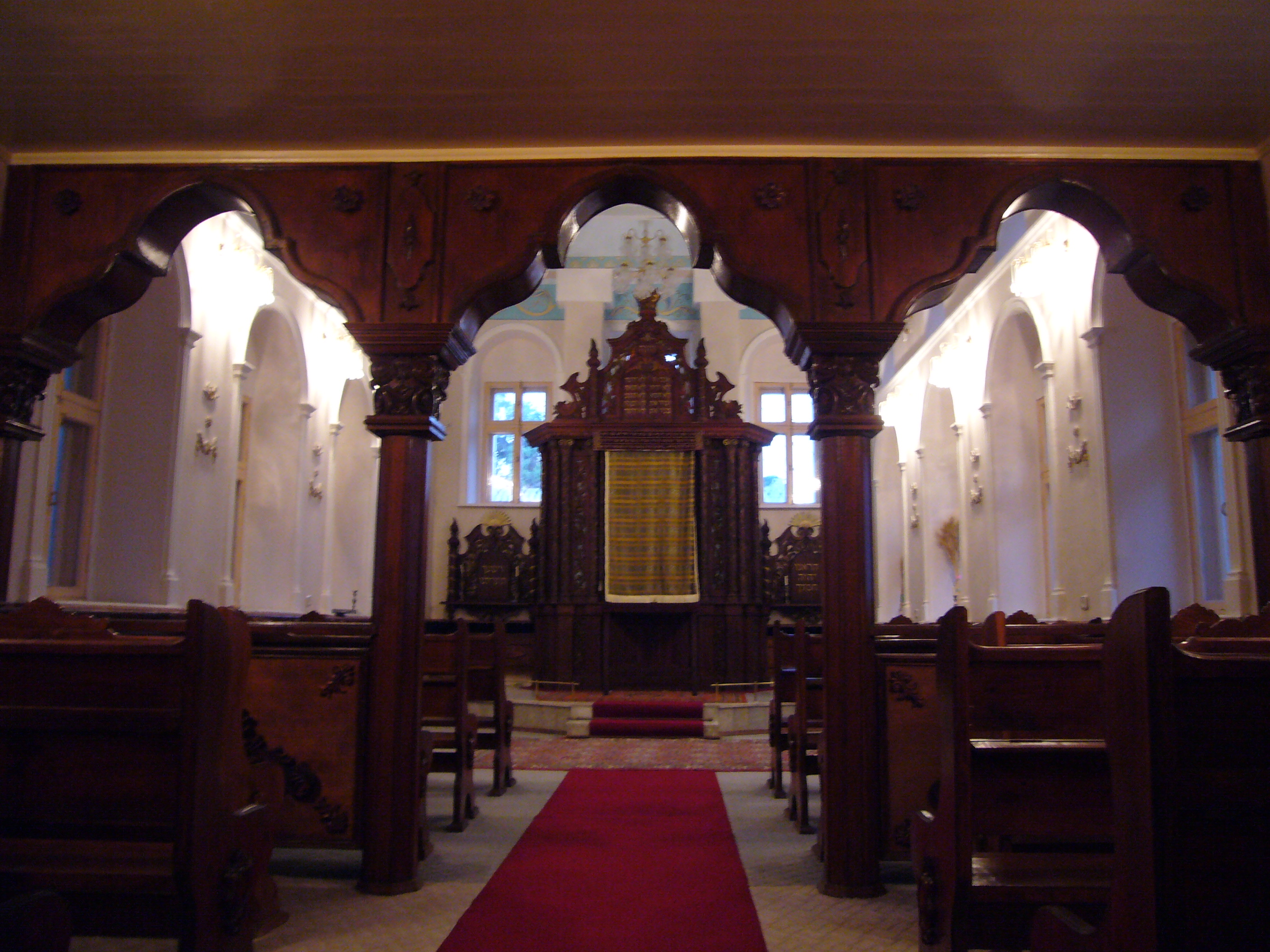
Интерьер Малой кенассы в Евпатории

Основной религиозной организацией караимов Украины в 2000—2015 годах являлось Духовное управление религиозных организаций караимов Украины, в которое входили общины Евпатории, Киева, Днепропетровска, Симферополя, Харькова и Феодосии. Первым председателем Духовного управления был Давид Эль, а в 2011—2015 годах — Виктор Тирияки. В октябре 2011 года Духовное управление инициировало издание ежеквартального бюллетеня «Известия Духовного Управления религиозных организаций караимов Украины», выпускавшегося в Евпатории как преемник «Известий Таврического и Одесского караимского Духовного правления». Единственная ныне действующая кенасса на территории Украины находится в Харькове в ведении Харьковской караимской религиозной общины под руководством прозелита Александра Дзюбы. Также кенассы сохранились в Бердянске, Киеве и Николаеве, которые не используются по прямому назначению. За возвращение караимской общине киевской кенассы выступает Александр Арабаджи — глава Киевской караимской религиозной общины, заслуженный работник культуры Украины, член Совета по вопросам этнонациональной политики при Президенте Украины.
По состоянию на 1 января 2019 года на Украине зарегистрировано четыре караимские религиозные организации (общины).

### Россия
В 1995 году в России было зарегистрировано Всероссийское религиозное объединение «Духовное Управление караизма в России» (председатель Духовного совета − Илья Фуки), ныне недействующее в связи со смертью председателя. В 2008 году Минюст РФ включило это объединение в список организаций, в отношении которых руководство ведомства планирует инициировать ликвидацию в судебном порядке.
В 2002—2007 годах в Ростове-на-Дону функционировало «Ростовское-на-Дону религиозное объединение „Джан“ („Душа“), исповедующее караизм» (председатель (старший газзан) — Игорь Бобович).
Кроме караимов этнических, на Юге России и в Ростове-на-Дону проживают этнические русские (субботники), исповедующие караизм. Поскольку сами караимы не принимали прозелитов, контакты субботников с крымскими и литовскими караимами были эпизодическими.
В связи с аннексией Крыма Российской Федерацией были зарегистрированы и перерегистрированы крымские караимские религиозные организации, в том числе в 2016 году прошла перерегистрацию Централизованная религиозная организация «Духовное управление караимов Республики Крым» (бывшее Духовное управление религиозных организаций караимов Украины), председателем которой был избран евпаторийский газзан Виктор Тирияки. Официальным печатным органом Духовного управления являются «Известия Духовного управления караимов Республики Крым».
На конец 2018 года в Российской Федерации зарегистрировано семь караимских религиозных организаций: шесть местных и одна централизованная.

### Литва

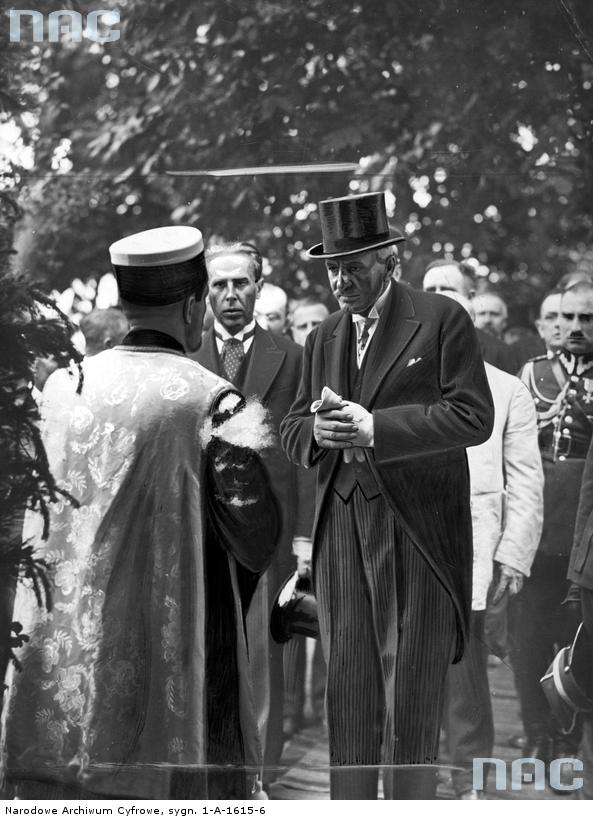
Президент Польской Республики Игнаций Мосцицкий во время встречи с караимским духовеством в Луцке. Июнь 1929 года.

Караимская религиозная община законом «О религиозных общинах и сообществах» причислена к девяти традиционно существующим в Литве религиозным общинам, составляющим часть исторического, духовного и социального наследия. В современной Литве имеются действующие караимские храмы-кенассы в Вильнюсе и Тракае (кенасса в Паневежисе была снесена в советское время), функционируют караимские кладбища (в Вильнюсе имеется общее татарско-караимское кладбище, разделённое, впрочем, на две части). Издан полный караимский молитвослов на караимском языке. По данным последней переписи населения Литвы 2021 года, караимов насчитывалось 192 человека. Приверженцев караимизма при этом оказалось 255 человек.

### Польша
Современные караимы Польши воспринимают себя этническим сообществом и в большинстве своём утеряли религиозную самоидентификацию. Действующих религиозных общин нет, хотя формально существует Караимский религиозный союз Польши, который действует на основании решения Сейма от 21 апреля 1936 года. Глава управления союза профессор Шимон Пилецкий. Последняя в Польше кенасса во Вроцлаве закрылась в 1989 году. В Варшаве проживает 41 член союза. Имеется отдельное караимское кладбище в Варшаве.